# عملية البحر الأحمر (فلم)
عملية البحر الأحمر (بالإنجليزية: Operation Red Sea) (بالصينية: 紅海行動) هو فيلم حركة وحرب صيني صدر في 2018، من إخراج دانت لام ومن بطولة زانغ هي، هونغ جينغيو، هاي كينغ، دو جيانغ، برانس ماك. الفيلم مرتكز على إجلاء 225 أجنبي وطني وحوالي 600 صيني مدني من الميناء الجنوبي اليمني في عدن خلال الحرب الأهلية اليمنية 2015.

## طاقم التمثيل
ضم فريق تمثيل الفيلم ثلة من الممثلين من بينهم:
- زانغ يي في دور يانغ روي (قائد فريق جيالونغ).
- هوانغ جينغ يو في دور غو شون (قناص بديل).
- دو جيانغ في دور شو هونغ (نائب القائد ومتخصص في الهدم).
- هاي كينغ بدور شيا هونغ (صحفي صيني-فرنسي).
- وانغ يوتيان بدور زانغ تياند المعروف باسم «روكي» (متخصص في الأسلحة).
- جيانغ لوشيا بدور تونغ لي (متخصصة في الأسلحة وهي العضو النسائي الوحيد في الفريق).
- يين فانغ في دور لي دونغ (مراقب).
- هنري برانس ماك بدور زوانغ يو (متعقب).
- غو جياهو في دور لوشن (طبيب الفريق).
- هوانغ فنفن بدور دنغ مي (عامل في شركة «غرينفيل» - رهينة).
- زانغ هانيو في دور غاويون (ضابط في البحرية).
- سايمون يام في دور ألبرت (رئيس محرري جريدة مغربية محلية).
- وانغ يانلين في دور ليو شينغ.
- خالد بنشغرا في دور الدكتور وليام بارسونز.
- سناء العلوي في دور إينا (فتاة قروية عربية ساعدت فريق جيالونغ).
- حسن غنوني في دور سعيد (قائد المنظمة الإرهابية زاكا).

## الاستقبال
حظي الفيلم بإشادة كبيرة واستحسان قوي، وحقق حوالي 579.2 مليون دولار أمريكي كإيرادات، حيث احتل المركز 9 في قائمة قائمة أعلى الأفلام دخلا لسنة 2018، والمركز الثاني في قائمة أعلى الأفلام دخلا في الصين كما ترشح لجائزة الأوسكار لأفضل فيلم بلغة أجنبية خلال حفل توزيع جوائز الأوسكار الواحد والتسعون.

## روابط خارجية
- مقالات تستعمل روابط فنية بلا صلة مع ويكي بيانات